# The Black Parade
The Black Parade er det tredje album fra rock-bandet My Chemical Romance. Udgivet den 23. oktober 2006 gennem pladeselskabet Reprise Records, produceret af Rob Cavallo (kendt for at have været producer for Goo Goo Dolls og Green Day). Albummet er en rockopera, som er centreret om en døende person med kræft, kendt som "The Patient", og fortæller historien om patientens død, oplevelser med livet efter døden og efterfølgende refleksioner over hans liv. 
Der blev udgivet fire singler fra albummet: "Welcome to the Black Parade", "Famous Last Words", "I Don't Love You" og "Teenagers". The Black Parade fik gunstige anmeldelser og bandet opnåede med dette album at få deres første single på toppen af hitlisterne i Storbritannien med "Welcome to the Black Parade". Albummet nåede andenpladsen på både Billboard 200 og UK Album Chart og fik platinum af RIAA.[kilde mangler]

## Spor
Al lyrik skrevet og musik komponeret af My Chemical Romance.
| Nr. | Titel                         | Længde |
| --- | ----------------------------- | ------ |
| 1.  | "The End."                    | 1:52   |
| 2.  | "Dead!"                       | 3:15   |
| 3.  | "This Is How I Disappear"     | 3:59   |
| 4.  | "The Sharpest Lives"          | 3:20   |
| 5.  | "Welcome to the Black Parade" | 5:11   |
| 6.  | "I Don't Love You"            | 3:58   |
| 7.  | "House of Wolves"             | 3:04   |
| 8.  | "Cancer"                      | 2:22   |
| 9.  | "Mama"                        | 4:39   |
| 10. | "Sleep"                       | 4:43   |
| 11. | "Teenagers"                   | 2:41   |
| 12. | "Disenchanted"                | 4:55   |
| 13. | "Famous Last Words"           | 4:59   |

Bonustrack
| 14. | "Blood" (undladt på den japanske vesion) | 2:53 |